# جيم ستيل (مخرج)
جيم ستيل (بالإنجليزية: Jim Steel)‏ هو منتج أفلام ومخرج أمريكي، ولد في 24 أبريل 1958، وتوفي في 5 نوفمبر 2014.

## وصلات خارجية
- جيم ستيل على موقع IMDb (الإنجليزية)
- جيم ستيل على موقع قاعدة بيانات الفيلم (الإنجليزية)
- جيم ستيل على موقع كينوبويسك (الروسية)